# 11075 Dönhoff
11075 Dönhoff è un asteroide della fascia principale. Scoperto nel 1992, presenta un'orbita caratterizzata da un semiasse maggiore pari a 2,4129151 UA e da un'eccentricità di 0,1890659, inclinata di 4,03606° rispetto all'eclittica.